# أليكس دياز
أليكس دياز (بالإسبانية: Alex Diaz)‏ (13 يناير 1989 في كولومبيا - ) هو لاعب كرة قدم كولومبي في مركز الدفاع. لعب مع أمريكا دي كالي ونادي ميلوناريوس وLlaneros F.C. ‏.

## وصلات خارجية
- أليكس دياز على موقع قاعدة بيانات كرة القدم.إي يو (الإنجليزية)
- أليكس دياز على موقع Soccerway.com (الإنجليزية)
- أليكس دياز على موقع AS.com (الإسبانية)